# Aitor Buñuel Redrado
Aitor Buñuel Redrado (Tafalla, Navarra, 10 de febrer de 1998) és un futbolista professional navarrès que juga com a lateral dret pel Racing de Ferrol

## Carrera de club
Format al planter del CA Osasuna, fou promogut al primer equip el 5 de maig de 2015 per l'entrenador Enrique Martín.
El 16 de maig de 2015, abans fins i tot d'haver jugat amb el CA Osasuna B, Buñuel va debutar com a professional, jugant com a titular en un partit de Segona Divisió contra el Reial Valladolid que acabà en empat 1-1. Va marcar el seu primer gol en la categoria el 19 de desembre, el primer d'una victòria per 3–1 contra el CD Numancia.
El 19 d'agost de 2016 Buñuel va debutar a La Liga, substituint Juan Rafael Fuentes en un empat 1–1 contra el Màlaga CF.